# Cuello
Cuello é um sítio arqueológico maia pré-colombiano no norte de Belize. O local é de uma aldeia agrícola com uma longa história profissional. Foi originalmente datado em 2 000 a.C., mas essas datas foram corrigidas e atualizadas para em torno de 1 200 a.C.. Seus habitantes viviam em casas de madeira e palha construídas no topo de plataformas baixas revestidas de gesso. O local contém grupos residenciais agrupados em torno de pátios centrais. Ele também apresenta os restos de uma casa de banho de vapor datado de aproximadamente 900 a.C., tornando-a a mais antiga casa de banho de vapor encontrada até hoje nas planícies maias. Os enterros humanos foram associados às estruturas residenciais; os mais antigos não têm relíquias mortuárias sobreviventes, mas a partir de 900 a.C. foram acompanhados por oferendas de vasos de cerâmica.
Existem duas praças principais adjacentes contendo várias pirâmides e plataformas datadas do período clássico. Na plataforma mais antiga, encontra-se o mais antigo exemplo de aplicação de estuque na área maia. Num dos níveis mais antigos foram encontrados abundantes vestígios cerâmicos de grande variedade, entre os quais se encontram alguns dos mais antigos da América Central.
De acordo com algumas fontes, a cerâmica da fase inicial do assentamento em Cuello já pertencia a uma tradição de cerâmica maia das terras baixas. Outros estudiosos discordam e consideram que a cerâmica Cuello mais antiga era do tipo Swasey, começando em 1 200 a.C., sem paralelos claros.
Embora Cuello pareça ter sido uma aldeia rural típica e relativamente sem importância no períodio pré-clássico, ela participou de redes de comércio regionais com obsidiana sendo importada das terras altas maias de 800 a.C. em diante e uma pequena quantidade de jade chegando à comunidade alguns séculos mais tarde.

## Localização
Cuello está localizado a 3 km da Yo Creek Road, no Orange Walk District. Situa-se em um terreno privado da Família Cuello, mas são concedidas permissões para visitar o local.[carece de fontes?]

## Arqueologia
O local foi investigado nas décadas de 1970 e 1980 pelo arqueólogo Norman Hammond. A estrutura 326 foi escavada em 1980 e mede 8 por 4 m. As paredes do prédio eram feitas de postes finos amarrados com videiras. Essas eram então revestidas por uma camada lisa de argila e finalizadas com cal branca.
A investigação arqueológica revelou que a dieta dos ocupantes pré-clássicos de Cuello consistia em menos de 30% de milho, em comparação com até 75% para os maias modernos. O cariacu representou mais da metade da carne de sua dieta, seguido por tartarugas de água doce e cães domésticos, sendo que os estes representam 7% dos restos de animais encontrados no local.

### Sepultamentos
Duas áreas de sepultamento em massa do pré-clássico tardio foram descobertas em Cuello, uma das quais continha 26 ou mais homens que haviam sido sacrificados. Fraturas curadas nos ossos sugerem que eles poderiam ter sido guerreiros capturados. Outras evidências da guerra local vêm de evidências de edifícios queimados no local.
Vários cemitérios de elite foram escavados em Cuello. As primeiras fases do Clássico Médio incluíam adultos e crianças acompanhados por oferendas de jade e ornamentos de conchas, indicando diferenciação social. Os enterros de alto status tendem a estar associados a locais específicos ao longo da história do local.
Enterro 160 é um enterro de elite que foi datado de 500–400 a.C.. Consiste em um indivíduo sepultado em uma cista, acompanhado por dois vasos de cerâmica e ornamentos que incluíam tubos feitos de ossos de veado e gravados com tapeçaria que mais tarde passou a ser associado à realeza. Havia também a parte superior de um crânio humano transformado em placa. Devido a essas características distintivas do sepultamento, os escavadores concluíram que se tratava de um governante do assentamento do Clássico Médio. O local desse sepultamento permaneceu importante em tempos posteriores, com o pátio residencial sendo convertido em uma plataforma cerimonial sobre a qual foi construída uma pequena pirâmide.

## Cronologia da cerâmica
A cerâmica mais antiga encontrada em Belize fica na parte oeste do país, em lugares como Cahal Pech e Blackman Eddy . Nos locais do norte, acredita-se agora que a cerâmica veio um pouco mais tarde.  A mais antiga cerâmica Cuello encontrada é do tipo Swasey, começando por volta de 1 200 a.C. Embora as cerâmicas Xe conhecidas da drenagem do rio La Pasión datem de um período de tempo semelhante, há diferenças significativas entre elas e as cerâmicas Swasey / Bladen.